# Bernat I de Vilamarí
Bernat I de Vilamarí († 1463) fou un noble i militar català del llinatge de Vilamarí, senyor de Palau-saverdera i de Boadella. Fou corsari i almirall de l'Armada Reial del rei d'Aragó.

## Orígens familiars
Era fill de Joan de Vilamarí i Sagarriga, senyor de Boadella.

## Orient
Les primeres activitats marítimes de Vilamarí de les quals es té notícia són de caràcter mercenari o corsari. El 1443 va anar a socórrer el dèspota d'Arta.
El 1450, el rei d'Aragó Alfons el Magnànim, que es va caracteritzar per la seva agressiva política naval mitjançant la concessió de moltes patents de cors, va encomanar a Vilamarí el comandament d'una expedició a la Mediterrània oriental, aprofitant la caòtica situació de la zona a causa de l'imparable avanç otomà cap a Constantinoble, per tal de fustigar els vaixells de les potències marítimes enemigues. A més, havia de socórrer els Cavallers Hospitalers de Sant Joan de Jerusalem assetjats pels turcs a l'illa de Rodes.

### Castellroig (Kastelórizo)
Vilamarí va navegar per les costes de l'Àsia Menor, Xipre i Rodes, i atacà naus venecianes, genoveses, egípcies i otomanes. El 1450 es va apoderar de Kastelórizo (Castellroig en català), un illot situat a menys d'un kilòmetre i mig de la costa de Lícia, i que seria la posició més oriental de la corona d'Aragó a la Mediterrània. Pertanyia als Cavallers Hospitalers, que el tenien abandonat, i tot i així van queixar-se al papa Nicolau V i a l'Emperador Frederic III. Però tot era debades, perquè el Papa ja havia autoritzat el Magnànim a ocupar l'illa.
Vilamarí feu reconstruir la fortalesa de Castellroig, que havia estat destruïda el 1444 per tropes del soldà d'Egipte durant la seva guerra contra els Cavallers de Rodes, la va anomenar Castell Alfonsí, i va instal·lar a l'illa una base d'operacions des de la que va exercir un constant cors i pirateria durant els quatre anys següents contra vaixells de diversa procedència, així com contra ports i costes d'Anatòlia, Palestina, Síria i el delta del Nil.
Des del punt de vista militar, els atacs a les costes d'Egipte es devien al fet que el soldà era aliat de Mehmed II, el principal enemic de la cristiandat en aquella època. En un d'aquests enfrontaments, a Damiata (1451), la host de Vilamarí va aconseguir una important victòria, que va forçar el soldà a signar un tractat pel que es permetia la lliure navegació dels catalans i aragonesos per les costes d'Egipte.

## Occident
El 1454, l'Almirall fou requerit pel rei a la Mediterrània occidental, on va combatre amb èxit la República de Gènova, atacant tant objectius militars (com fou el cas de Còrsega) com interessos comercials genovesos. El 1454, durant la Guerra catalano-genovesa (1454-1458) va destruir pràcticament del tot un comboi de naus mercants genoveses a la mar Tirrena, a prop de l'Illa de Ponça. El 1457 prengué el comandament d'una flota de 60 vaixells, amb la qual atacà la costa enemiga i conquerí Noli i va assetjar la capital, Gènova, la mort d'Alfons el Magnànim (27 de juny del 1458) l'obligà a suspendre les operacions navals i retirar-se.
Fou governador dels comtats de Rosselló i Cerdanya. A la Guerra civil catalana entre Joan el Sense Fe i la Generalitat Vilamarí no va prendre gaire partit i se'n va anar al Regne de Nàpols el 1462, on va morir l'any següent. No va deixar descendència, raó per la qual el va succeir en el patrimoni i en el càrrec d'almirall el seu nebot Joan de Vilamarí.